# 聖戦記エルナサーガII
『聖戦記エルナサーガII』（せいせんきエルナサーガ2）は、堤抄子による日本の漫画作品。『聖戦記エルナサーガ』の続編に当たる。

## 概要
『聖戦記エルナサーガ』の世界を継承したファンタジー漫画の続編。
復刊ドットコムの投票結果を受け、出版元であるエニックス（現：スクウェア・エニックス）より旧作の復刊が決定し、同時に続編制作の打診を受けて『月刊Gファンタジー』にて2002年に連載を開始。当時連載して間もない『アダ戦記』（一賽舎→現一迅社）と連載時期が重なった為、5巻程度のスケールで連載する予定であったが、7巻まで継続。月刊誌の連載2本を同時進行していたが、途中から3ヶ月に一月休載を入れるペースになった。『アダ戦記』を終了してからは通常通りの連載ペースを保った。2006年に連載終了。単行本は全7巻。
前作は中世ファンタジーであったが、今作は現代ファンタジーであり、主人公のエルナは女子高生という設定。これは雑誌のターゲット層を反映したものとも言われている。

## ストーリー
グードランド国で暮らす少女、エルナは普通の女子高生。優しい両親や近所に住む家庭教師の大学院生ヴァルに囲まれ、平和に暮らしていた。しかしある日突然、竜に乗り、今は失われたはずの魔法を操る覆面姿の集団が現れエルナに襲いかかり、さらに黒髪の青年がエルナを助けに現れる。リョートと名乗るその青年は、エルナはエルナス王国の王女であり、自分はエルナを守る騎士だと告げる。一方その頃、ヴァルは今は失われたはずの魔法に詳しい謎の人物ソーロッドから、エルナの危機を知らされる。混乱の中エルナと合流したヴァルはリョートの言うことを疑うが、追ってくる敵を倒す過程でエルナが王族でなければ使えない様な強大な魔法を扱ったことからその言が本当であると悟る。
そしてエルナとヴァル、リョートの3人の逃避行が始まる。

## 主な登場人物
エルナ・エルナス（リンドブラード）
本作の主人公。エルナス王国の王女であるが、子供のうちは自由な暮らしをと望んだ国王夫妻の方針により、エルナス王国の騎士リンドブラード夫妻に引き取られ、隣国のグードランド国で普通の少女として育てられた。王族の血筋は魔法力が強いことが特徴であるが、その特徴を色濃く発現しており、最強レベルの魔法でも難なく使いこなす。
ヴァル＝アルヴェーン
エルナの家庭教師の大学院生。アーサトゥアル大の史学部で学んでおり、ギムレー研に所属して遺跡の発掘などを行っている。魔法文明の実在性を信じ、魔法のことについて特に詳しく研究している。魔法のことを研究するうちにネット越しにソーロッドという人物と出会い、彼から魔法について多くを学び、独自に詠唱呪文の解読などを行っていた。
本作終了時には、エルナの婚約者となりエルナスの騎士に守られている。
リョート・ニーレン
エルナの騎士。幼い頃からエルナに仕える騎士になるために育てられてきた。由緒ある家柄の出身であるが、ヴァルとはそりが合わず、彼といると口が悪くなる。
バルドゥル
正統修道会から分離した聖修道会の長。魔法でわけ隔てなく人々を治療する慈悲深い人物として尊敬を受けているが、裏では神の啓示を受けたとして、終末思想を唱え世界を崩壊させるための画策をしている。世界を破滅させようとしながらも、人を治療するのが好きだというとらえどころのない性格をしている。
ベリアル
正統修道会特務機関に属する修道士。正統修道会を頼ってきたエルナたちに協力するが、エルナの処遇をめぐって法王と対立する。
ソーロッド
ヴァルに魔法のことを教えた人物。その正体は雷の精霊であり、神話の時代から生きてきた。前作『聖戦記エルナサーガ』の時代では剣の姿か人間の姿を取っていたが、現代では電子信号としてネットの中に住み着いている。エルナたちの逃避行に同行するため実体化するが、その際に使ったヴァルのパソコンのスペック不足によりウサギの様な小動物の姿になってしまった。

## 歴史
神々の時代
神々が作った機械文明が栄えていた時代。魔獣フレースヴェルグはこの時代に神々の手によって造られた。どうやら神々自身は魔法を使うことは出来ず、魔法を使える現在の人間は神々によって造り出されたものらしい。
理由は不明だが、神々は突如この星から去ったとされている。
ギムレー創世期
魔獣フレースヴェルグが暴れ回った時代で、人類最初の危機とされている。聖剣（グランティン）を携え、聖鎧（グランラスタ）を身にまとい、聖盾（グランシール）を持った勇者が激戦の末魔獣フレースヴェルグを倒して、聖剣の力により魔獣の亡骸から吹き出す魔風から守られた世界、ギムレーを創り出したとされる。
ギムレー期
魔風の勢いが年々酷くなりギムレーが縮小し、残されたわずかな土地を争って3大国が覇権を争っていた時代。この戦争を治めるため、アーサトゥアル国の姫エルナが聖剣を手に取り、アンサズ国の王子シャールヴィと共に完全に魔獣フレースヴェルグを倒し、ギムレーを魔風から解放する。その後、エルナとシャールヴィはエルナス王国を建国し、後世のために魔法文明を封印した。
現代
魔法文明は失われ、再び機械文明が支配するようになった時代。文明レベルは現実世界と変わらず、TVや携帯電話、車や高速鉄道などがある。

## 単行本
1. 2003年発行 ISBN 4-7575-0869-7
2. 2003年発行 ISBN 4-7575-1032-2
3. 2004年発行 ISBN 4-7575-1180-9
4. 2004年発行 ISBN 4-7575-1304-6
5. 2005年発行 ISBN 4-7575-1420-4
6. 2005年発行 ISBN 4-7575-1579-0
7. 2006年発行 ISBN 4-7575-1676-2